# 11847 Вінкельманн
11847 Вінкельманн (11847 Winckelmann) — астероїд головного поясу, відкритий 20 січня 1988 року.
Тіссеранів параметр щодо Юпітера — 3,355.